# Кралевич, Мирослав
Мирослав Кралевич (сербо-хорв. Miroslav Kraljević, 14 декабря 1885, Госпич — 16 апреля 1913, Загреб) — хорватский художник, график и скульптор.

## Жизнь и творчество
Школьное образование получил в Загребе и в родном Госпиче. В детстве и юности увлекался не только живописью, но и музыкой и поэзией. В 1904 году юноша приезжает в Вену, где изучает право и берёт частные уроки рисования. Осенью 1906 он поступает в Мюнхене в частную школу рисования Морица Хеймана, известного в то время австрийского графика, а через 6 месяцев — в мюнхенскую Академию изящных искусств, одну из лучших в то время в Европе. Здесь он в 1907—1910 годах учится с известными в будущем хорватскими мастерами — Йосипом Рачичем, Оскаром Германом и Владимиром Бецичем. В Мюнхене в это время имели распространение самые различные стили живописи — реализм, символизм, постимпрессионизм, югендштиль.
После окончания учёбы художник возвращается в Хорватию, и 1910, а также большую часть 1911 года проводит со своей семьёй в городке Пожега. Этот период является одним из самых плодовитых в творчестве Мирослава Кралевича. Помимо известного «Автопортрета с собакой» он пишет пейзажи, портреты, создаёт скульптуры, плакаты, различные бронзовые изделия. В 1911 году художник приезжает в Париж, где поступает в Академию-де-Гранд-Шомьер. Здесь были созданы его лучшие произведения, посвящённые парижской жизни и быту, сделанные как масляными красками, так и в виде зарисовок. Находился под творческим влиянием работ П. Сезанна и Э. Мане. В Париже также впервые обнаружилось, что М. Кралевич болен туберкулёзом. Прожив во французской столице год, хорватский художник возвращается в Пожегу. Осенью 1912 года он приезжает в Загреб, где тогда состоялась его первая персональная выставка, имевшая ретроспективный характер. Затем М. Кралевич снимает в этом городе мастерскую, планируя работать в ней до декабря 1913 года. Однако обострение болезни вынудило художника лечь в санаторий в Берстовке. Через 2 месяца он покидает санаторий и приезжает в Загреб, где по прошествии двух дней умирает.
Мирослав Кралевич писал свои картины в самых различных художественных стилях — это были импрессионизм, пуантилизм, экспрессионизм. Создавал портреты, пейзажи, натюрморты, анималистические полотна. Известны его рисунки гротескного и эротического характера, в стиле Обри Бердслея, и его увлечение скульптурой. С работ т. н. «мюнхенского круга» из 4-х хорватский художников (включая М.Кралевича) берёт начало хорватский модерн как художественное направление.
В 1942 году работы Мирослава Кралевича выставлялись на венецианском Биеннале.